# 小行星7305
小行星7305（英語：7305 Ossakajusto）是一颗围绕太阳公转的小行星。1994年2月8日，圓舘金、渡邊和郎在北见发现了此天体。
这颗小行星的绝对星等为335.47291264等。